# فالتابلادو دل ريو
فالتابلادو دل ريو (بالإسبانية: Valtablado del Río)‏ هي municipality of Spain تقع في إسبانيا في غوادالاخارا (مقاطعة).[بحاجة لمصدر]